# Ротшильд, Эдмон Адольф де
Барон Эдмон Адольф де Ротшильд (30 сентября 1926 — 2 ноября 1997) — член французской ветви финансовой династии Ротшильдов, банкир и филантроп.

## Семья
Его родители — барон Морис де Ротшильд и баронесса Ноэми (урождённая Альфан; Halphen) — развелись, когда он был ребёнком. Его дед — Эдмон де Ротшильд. Его троюродные братья — Эли де Ротшильд, Ги де Ротшильд, Ален де Ротшильд. В начале режима Виши во Франции его отец выступал против маршалла Анри Филиппа Петена, что вынудило мать Эдмона увезти его к себе в родовое поместье Château de Pregny в нейтральной Швейцарии в 1940 году.
Он женился на Веселинке Георгиевой в 1958 году, но этот брак оказался неудачным. Со своей второй женой, Надин Лопиталье, актрисой, он вступил в брак в 1963 году. Она была католичкой, но перешла в иудаизм. Вскоре после свадьбы у них родился сын Бенжамен де Ротшильд.

## Бизнес

### Банковское дело
После окончания Университета Женевы и получения диплома юриста в Париже он три года проработал в банке de Rothschild Frères, после чего он основал свой инвестиционный банк La Compagnie Financière Edmond de Rothschild. Кроме того он инвестировал в Banque privée Edmond de Rothschild в Женеве и Club Med. В 1973 году он инвестировал $22 млн в Bank of California и продал свои акции в 1984 году, до того как тот был продан Mitsubishi Bank в 1985 году.

### Виноделие
Был инвестором шато Лафит-Ротшильд. Купил Шато Кларк (Château Clarke) в 1970-х годах, которое стало успешно продавать кошерное вино. Ему также принадлежал Savour Club, французский винный клуб, и Château Malmaison, которое он подарил своей жене.

## Награды
Стал Командором Ордена искусств и литературы в 1990 и был награждён Орденом Почётного легиона в 1994 году.